# Witold Woźniak
Witold Woźniak (ur. 22 lipca 1934 w Kraśnem, zm. 12 marca 2016 w Poznaniu) – polski lekarz, anatom i embriolog, badacz układu nerwowego człowieka, profesor zwyczajny medycyny, kierownik Katedry i Zakładu Anatomii Prawidłowej w Poznaniu, dziekan Wydziału Lekarskiego oraz prorektor Uniwersytetu Medycznego w Poznaniu.

## Życiorys
Syn Władysława i Anny.  W 1952 ukończył liceum im. St. Wyspiańskiego w Mławie, następnie pracował jako nauczyciel w Szkole Podstawowej w Mławie.W roku 1956 rozpoczął studia na  Akademii Medycznej w Poznaniu, otrzymując w styczniu 1960 r. dyplom lekarza medycyny. Od II roku studiów medycznych działał w anatomicznym kole naukowym, angażując się w organizację dydaktyki i zajęć dla studentów. Po ukończeniu studiów medycznych podjął pracę jako asystent, a od 1967 jako adiunkt Katedry i Zakładu Anatomii Prawidłowej Uniwersytetu Medycznego w Poznaniu. 
Od czasów studenckich interesował się anatomią i embriologią układu nerwowego człowieka. Pracę doktorską obronił w 1962, w 1970 został doktorem habilitowanym, w 1977 profesorem nadzwyczajnym, a w 1981 profesorem zwyczajnym medycyny.
Profesor Witold Woźniak w trakcie swojej kariery zawodowej sprawował wiele uczelnianych funkcji, między innymi:
- 1970–1981 – wicedyrektor Instytutu Biostruktury[9][10],
- 1975–2004 – kierownik Katedry i Zakładu Anatomii Prawidłowej Uniwersytetu Medycznego w Poznaniu[7],
- 1975–1981 – prodziekan Wydziału Lekarskiego[11],
- 1982–1984 – dziekan Wydziału Lekarskiego[12][13][14],
- 1987–1990 – prorektor ds. dydaktyczno-wychowawczych[15][16][17],
- 1991 – członek zespołu ds. organizacji oddziału w języku angielskim,
- 1993–2006 – zastępca przewodniczącego Rady Programowej ds. nauczania w języku angielskim,
- 2002–2014 – przewodniczący Rady Społecznej PSK nr 2 im. Heliodora Święcickiego[18],
- 1981–1990 oraz 1998–2004 – członek senatu[19][20].

Witold Woźniak był jednym z organizatorów kierunków medycznych w kaliskiej PWSZ, pełniąc funkcję dyrektora Instytutu Medycznego oraz pierwszego dziekana Wydziału Medycznego. Wielokrotnie przebywał na zagranicznych stypendiach naukowych w Georgetown University School of Medicine w Waszyngtonie. W latach 1996–2001 pełnił funkcję Prezesa Polskiego Towarzystwa Anatomicznego (PTA).
Żonaty, miał dwóch synów (obaj są lekarzami). Zmarł 12 marca 2016 w Poznaniu. Został pochowany 18 marca na cmentarzu Junikowo w Poznaniu. 

## Dorobek naukowy
Witold Woźniak był promotorem 54 prac doktorskich, 5 prac magisterskich, autorem 260 doniesień zjazdowych oraz 220 prac oryginalnych (40 z nich w czasopismach zagranicznych). Opracował 6 atlasów anatomicznych, 3 skrypty oraz 2 podręczniki dotyczące anatomii prawidłowej – w tym podręcznik „Anatomia człowieka”, który miał kilka wydań i dodruków. 

## Wybrane odznaczenia i wyróżnienia
- Order Uśmiechu oraz nagroda imienia dr. Władysława Biegańskiego I stopnia (za wyjątkowy proces dydaktyczny)[19],
- międzynarodowa nagroda Innovative Excellence in Teaching, Learning and Technology wręczona w Jacksonville (USA, 2000)[19][30],
- Krzyż Oficerski Orderu Odrodzenia Polski (4 grudnia 2003)[31] oraz Krzyż Kawalerski Orderu Odrodzenia Polski[32],
- medal Komisji Edukacji Narodowej[33],
- Zasłużony Nauczyciel PRL[33],
- odznaka honorowa „Za wzorową pracę w służbie zdrowia”[33],
- dwukrotna nagroda I stopnia ministra zdrowia i opieki społecznej za osiągnięcia naukowe oraz dwukrotna nagroda za osiągnięcia dydaktyczno-wychowawcze[33],
- Złoty Laur Uniwersytetu Medycznego im. Karola Marcinkowskiego w Poznaniu (2013)[33].